# Football Manager Live
Football Manager Live est un jeu vidéo de gestion sportive de football multijoueur développé par Sports Interactive, sorti le 4 novembre 2008 en ligne sur PC (Windows, Mac OS X). Il fait partie de la série Football Manager.
Le jeu ne rencontre pas le succès, et les serveurs sont arrêtés en mai 2011.